# Special Service Squadron
Die Special Service Squadron (Geschwader für besondere Aufgaben) war eine Abteilung der US-Marine von 1907 bis 1940. Ihr Einsatzgebiet war die Karibik und den Panamakanal, das Hauptquartier lag in Balboa, Panama. Die Hauptaufgabe des Geschwaders war die Durchsetzung US-amerikanischer Interessen in Zentralamerika mittels Kanonenbootpolitik.